# Budo Sento Championship
Budo Sento Championship, spesso abbreviato in Budo SC o con le iniziali BSC, è un'organizzazione messicana di arti marziali miste, che promuove anche combattimenti di Muay Thai e Grappling.

## Storia
Budo Sento Championship è stato fondato dall'imprenditore e avvocato Iván Macías nel 2020. In un'intervista del 2023 con Heraldo, Macías ha affermato che l'idea per BSC è nata dalla percezione di un aumento del tempo libero in Messico a causa della pandemia di COVID-19.
Il primo evento BSC, denominato "BSC Volume 1", ha avuto luogo il 14 novembre 2020 al Foro Radi di Città del Messico. Si sono svolti nove incontri in una card che ha visto protagonisti Wilson Reis (ex lottatore UFC) e Carlos Briseño (ex lottatore Combate Global), e che si è conclusa con la vittoria per sottomissione del primo.

## Campioni attuali
| Divisione            | Limite superiore di peso (in chili) | Campione                  | Dal                 | Difese              |
| Campionati Maschili  | Campionati Maschili                 | Campionati Maschili       | Campionati Maschili | Campionati Maschili |
| -------------------- | ----------------------------------- | ------------------------- | ------------------- | ------------------- |
| Peso Massimi         | 120                                 | Hugo Lezama               | 11 agosto 2023      | 1                   |
| Peso Medio Massimi   | 93                                  | Jorge González Villa      | 9 settembre 2022    | 0                   |
| Pesi Welter          | 77                                  | Ricardo Chávez Villaseñor | 10 novembre 2023    | 2                   |
| Pesi Leggeri         | 71                                  | Vacante                   |                     |                     |
| Pesi Piuma           | 66                                  | Allan Ruíz                | 17 febbraio 2023    | 0                   |
| Pesi Gallo           | 61                                  | Víctor Madrigal           | 8 luglio 2022       | 1                   |
| Pesi Mosca           | 57                                  | Cristian Torres           | 28 giugno 2024      | 0                   |
| Campionati Femminili |                                     |                           |                     |                     |
| Pesi Gallo           | 61                                  | Regina Tarin              | 27 settembre 2024   | 0                   |
| Pesi Mosca           | 57                                  | Alejandra Lara            | 2 agosto 2024       | 0                   |
| Pesi Paglia          | 52                                  | Nadia Vera                | 12 aprile 2024      | 0                   |